# سيرك كالدر
سيرك كالدر هو عمل فني لسيرك التي تم إنشاؤها من قبل الفنان الأميركي ألكسندر كالدر. أنها تنطوي على نماذج الأسلاك زورت لأداء وظائف مختلفة من السيرك التي يمثلونها، من contortionists إلى أكلة السيف لمجموعات مروضي الأسد. وتصنع نماذج من مختلف الأصناف، وعموما الأسلاك والخشب. بدأ كالدر الارتجال أداء هذا السيرك خلال فترة وجوده في باريس. وقال انه التعليق باللغة الفرنسية خلال الأداء.
سيرك كالدر هي جزء من المجموعة الدائمة لمتحف ويتني في نيويورك.

## روابط خارجية
- "film of Cirque Calder". مؤرشف من الأصل في 2019-06-06.